# Jednostrana izjava volje
Jednostrana izjava volje je izvor obligacija prihvaćen u našem pravu, ali nije u svim. I u našem pravu nije svaka jednostrana izjava volje, već imamo samo tri slučaja među živima:
- javno obećanje nagrade
- izdavanje hartije od vrijednosti na donosioca
- neopoziva ponuda do prihvatanja

## Javno obećanje nagrade
Javno obećanje nagrade je izjava volje kojom jedno lice obećava nagradu za radnju opisanu u oglasu i ta izjava obvezuje obećaoca da ispuni obećanje onom ko izvrši radnju makar ovaj i ne znao za obećanje kad je radnju izvršio.

### Opoziv obećanja
Opoziv obećanja (ZOO 230)
- (1) Obećanje se može opozvati onako kako je učinjeno, kao i ličnim saopštenjem, ali onaj koji je izvršio radnju a nije znao niti je morao znati da je obećanje nagrade opozvano, ima pravo zahtijevati obećanu nagradu, a onaj koji je do opoziva učinio potrebne izdatke radi izvršenja radnje određene u javnom oglasu ima pravo na njihovu naknadu, izuzev ako obećavalac dokaže da su oni učinjeni uzalud.
- (2) Obećanje nagrade ne može se opozvati ako je oglasom određen rok za izvršenje radnje odnosno za obavještenje o postignutom rezultatu ili o ostvarenju određene situacije.

### Ko ima pravo na nagradu
(ZOO 231)
- (1) Pravo na nagradu ima onaj ko prvi izvrši radnju za koju je nagrada obećana.
- (2) Ako je više lica izvršilo radnju istovremeno, svakom pripada jednak dio nagrade, ako pravičnost ne zahtijeva drugačiju podjelu.

Slučaj nadmetanja (ZOO 232)
- (1) O dodjeli nagrade u slučaju nadmetanja odlučuje organizator nadmetanja ili jedno ili više lica koje on odredi.
- (2) Ako su u uslovima nadmetanja ili nekim opštim propisima koji važe za određeno nadmetanje postavljena pravila po kojima nagrada treba da bude dodijeljena, svaki učesnik u nadmetanju ima pravo zahtijevati poništenje odluke o dodjeli nagrade ako nagrada nije dodijeljena u skladu s tim pravilima.
- (3) Vlasništvo ili koje drugo pravo na djelu nagrađenom na nadmetanju stiče organizator nadmetanja samo ako je to navedeno u oglasu nadmetanja.

### Prestanak obaveze
(ZOO 233)
Obaveza obećavaoca nagrade prestaje ako mu niko ne saopšti, u roku određenom u oglasu, da je izvršio radnju ili postigao uspjeh ili uopšte ispunio uslove postavljene u javnom oglasu, a ako rok nije određen, istekom jedne godine od oglasa.